# Gopher (bois)
Pour les articles homonymes, voir Gopher (homonymie).
Gopher (גֹפֶר  en hébreu biblique) est un hapax de la Torah, c'est-à-dire un mot qui n'apparaît qu'une seule fois, dans la Genèse 6:14 :
« Fais-toi une arche de bois de gopher; tu disposeras cette arche en cellules, et tu l'enduiras de poix en dedans et en dehors. »
Faute d'autres références pour connaître le sens du mot, celui-ci ne peut être déterminé avec certitude. Il pourrait désigner une essence de bois, une façon de découper le bois, ou encore une façon de le traiter.

## Une variété de traductions
Dès l'Antiquité, les différents traducteurs de la Bible se sont heurtés à ce mot et ont opté pour différentes hypothèses : 
- La Septante, traduction grecque antique, opte pour xylon tetragonon (ξύλων τετραγώνων) en grec[2], c'est-à-dire de bois équarri. Cette hypothèse a été reprise par la Vulgate (lignis levigatis en latin, soit "bois poli", "lissé").
- Le Targoum Onkelos, traduction araméenne qui fait largement référence parmi les juifs, traduisait par qadros qui correspond au cèdre,
- La Peshitta syriaque donne ‘arqa, c'est-à-dire le buis.

Pour percer le sens du mot, on a recherché des mots apparentés dans d'autres langues : on a ainsi tenté de le rapprocher de l'assyrien giparu (roseau) ou du babylonien Gushur (cèdre). Certaines traductions modernes optent pour le cyprès, bien que cet arbre soit désigné ailleurs dans la Bible par un mot différent (berosh). Cette traduction s'appuie sur une légère ressemblance avec le nom grec du Cyprès (Kuparisson, Κυπάρισσος), ce qui suppose donc que le mot grec aurait une origine sémitique.
On a aussi proposé d'autres essences d'arbres, telles que l'ébène, le pin, le sapin, le teck, etc.  
Une autre interprétation proposée veut qu'il s'agisse en fait d'une ancienne erreur d'un scribe, reproduite ensuite de manuscrit en manuscrit  : le mot serait initialement כפֶר, kopher, dont la première lettre serait K (kaph) כ et non pas G (gimel) ג, les deux lettres se ressemblant. kopher désigne le bitume, l'expression indiquerait alors que le bois est traité à l'aide de bitume. 
Beaucoup de traductions de la Bible, faute de certitudes, laissent le mot hébreu non traduit, comme le texte de Segond cité en introduction.